# Amazulu FC (Zimbabwe)
Amazulu FC foi um clube de futebol de Bulawayo, Zimbabwe. O clube jogou no Campeonato Zimbabuense de Futebol de primeira divisão.
A equipe foi fundada em 1996 e depois de nove anos o clube foi dissolvido.

## Honras
- 2003 — Campeonato Zimbabuense

## Desempenho nas competições da CAF
- Liga dos Campeões da CAF: 1 participação

2004 — primeira fase